# David F. Evans
 (mai 2020).
Pour les articles homonymes, voir David Evans.
David Frewin Evans, né le 11 août 1951 à Salt Lake City, est une autorité générale de l'Église de Jésus-Christ des Saints des Derniers jours depuis 2005.

## Biographie
Evans est né à Salt Lake City en Utah. Il a grandi à Los Angeles, où son père David C. Evans a travaillé pour la Bendix Corporation. Sa mère, Joy F. Evans, a servi comme conseillère à Barbara W. Winder de la Société de secours Générale de la Présidence de 1984 à 1990. Son père a co-fondé Evans & Sutherland, l'une des premières entreprises de graphismes informatiques.
Evans a servi comme missionnaire dans la mission japonaise de l'église de 1970 à 1972. Après sa mission, il a obtenu un baccalauréat universitaire en éducation à la santé communautaire à l'université de l'Utah et un doctorat en droit de l'université Brigham Young. Il a ensuite travaillé comme membre du cabinet d'avocats de Salt Lake City, Durham, Jones and Pinegar. Il a ensuite travaillé comme cadre chez SEI USA à Newport Beach (Californie), et a été associé au sein du cabinet d'avocats Snell and Willmer.

## Service religieux LDS
Dans l'Église SDJ, Evans a été évêque, président des Young Men de pieu, maître scout et conseiller dans une présidence de pieu. De 1998 à 2001, il a été président de la mission de Nagoya au Japon. 
En 2002, Evans est devenu président du 4e pieu[Quoi ?] de l'université de Salt Lake City, un pieu[Quoi ?] pour les étudiants mariés de l'université de l'Utah vivant hors campus. En août 2004, il a été décidé que ces personnes devraient se rendre dans les services géographiques réguliers dans lesquels elles résidaient et le pieu a été dissous. Evans est ensuite devenu président du pieu d'émigration de Salt Lake City, poste qu'il a occupé jusqu'à son appel en tant que membre du premier collège des soixante-dix lors de la conférence générale de l'église en avril 2005. 
En tant qu'autorité générale, il a servi en tant que conseiller et président de la région d'Asie du Nord, et aussi en tant que conseiller à la présidence de la zone d'Asie et visité l'Indonésie, la Malaisie et Singapour. En outre, il a été directeur exécutif adjoint dans les départements de la prêtrise et des missionnaires de l'église, et de 2011 à 2015, il a été directeur exécutif du département missionnaire. En tant que directeur exécutif du Département missionnaire, il a joué un rôle déterminant dans l'intégration de la technologie et a annoncé en 2014 que 6 500 missionnaires avaient testé l'utilisation d'appareils iPad et utilisé des outils de prosélytisme en ligne tels que Facebook. Il a été suivi de Brent H. Nielson en tant que directeur exécutif du département missionnaire. En 2017, il a parlé lors de la conférence générale de l'église LDS sur l'intégrité et a raconté l'histoire selon laquelle il a été invité à participer à une fraude de truquage d'offres. En 2019, Evans, en tant que président de la zone Asie, a offert la prière de dédicace du site pour le temple de Bangkok en Thaïlande[incompréhensible].